# Jupitergigantensäule (Cussy-la-Colonne)

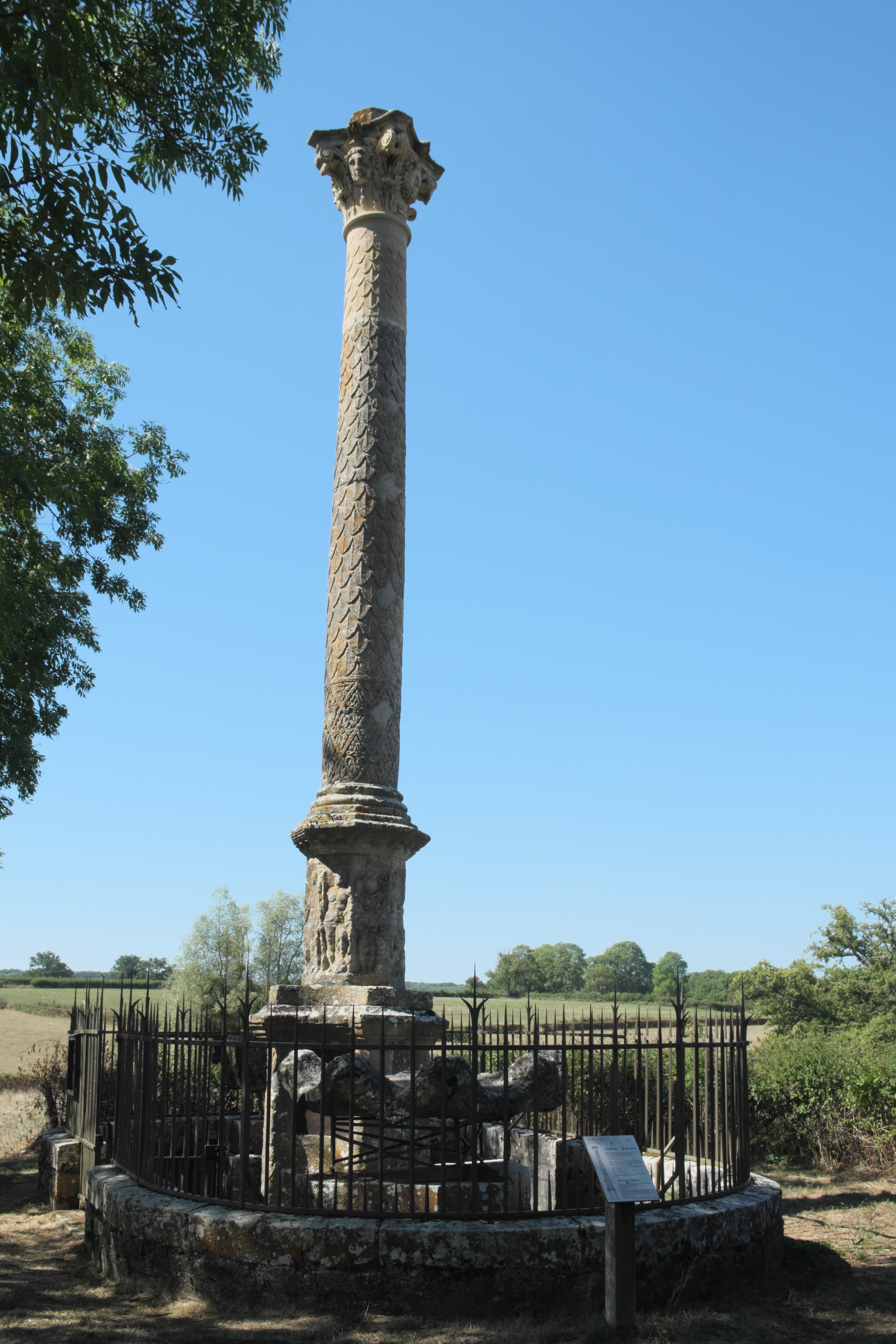
Jupitergigantensäule (2022)

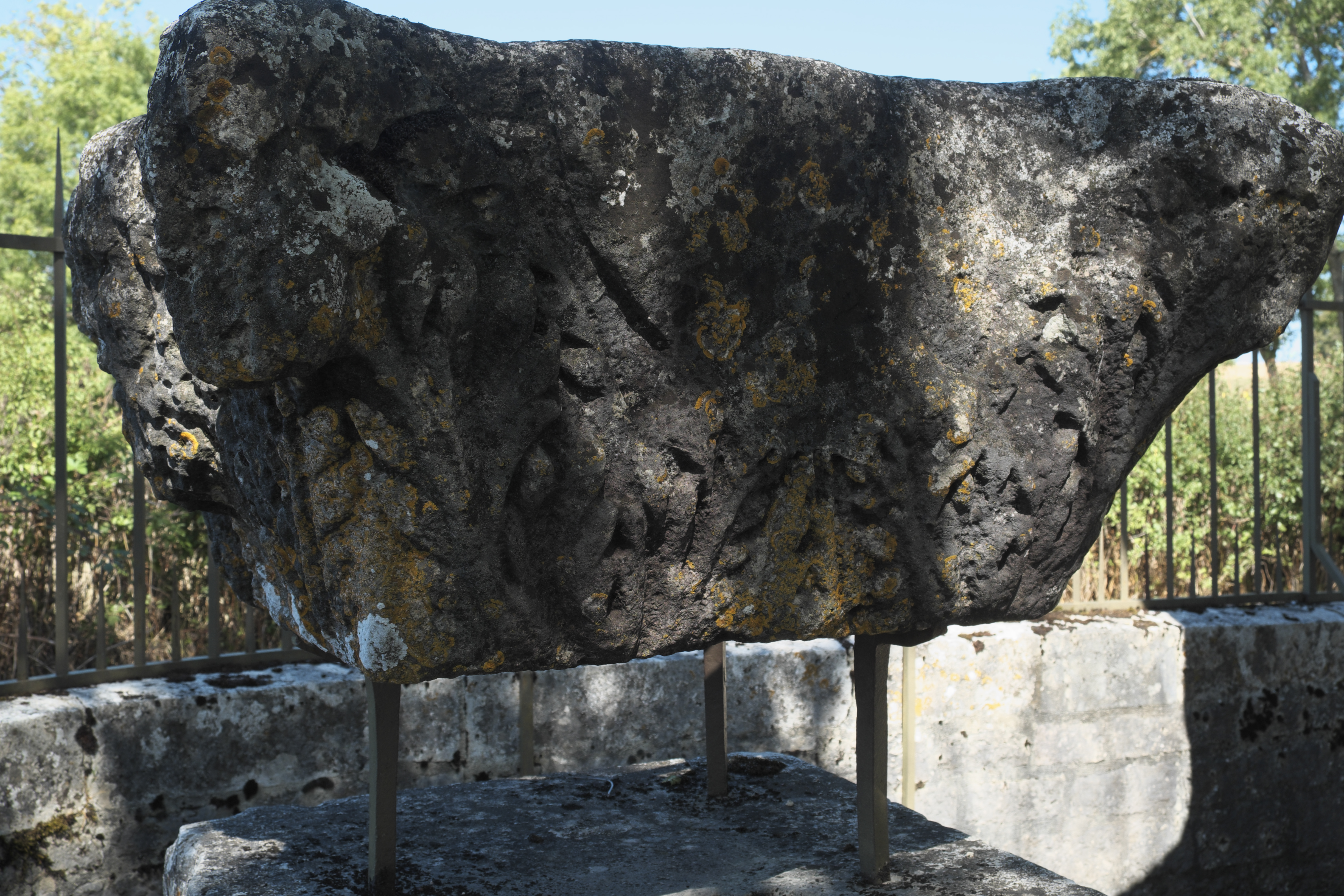
Ursprüngliches Kapitell

Die Jupitergigantensäule in Cussy-la-Colonne, einer Gemeinde im Département Côte-d’Or in der französischen Region Bourgogne-Franche-Comté, ist ein römisches Bildwerk aus dem 3. Jahrhundert. Die nach dem römischen Gott Jupiter benannte Säule gehört zu den sogenannten Jupitergigantensäulen, die im 2. und 3. Jahrhundert  in der Nähe von Siedlungen oder Gutshöfen (Villae rusticae) aufgestellt wurden.
Die Jupitergigantensäule von Cussy-la-Colonne steht, außerhalb des Zentrums, im Norden des Ortes an der ehemaligen Römerstraße von Autun nach Besançon. Bereits im Jahr 1846 wurde die Säule als Monument historique in die Liste der Baudenkmäler in Frankreich (Base Mérimée) aufgenommen.

## Geschichte
Die Funktion der Säule und der Grund ihrer Errichtung sind nicht überliefert. Vielleicht gehörte sie zu einem Grabmonument, vielleicht sollte sie an einen Sieg erinnern oder dem Schutz einer benachbarten Villa rustica dienen.
Obwohl es bereits seit 1629 Hinweise auf den Fundort gab, wurde erst im Jahr 1700 mit den Ausgrabungen begonnen. Dabei entdeckte man in der Umgebung der Säule eine Anhäufung von Dachziegeln und Spuren im Boden, die auf eine Bebauung schließen lassen. Auch wurden Reste eines Hypokaustum freigelegt, die auf die Badeanlage einer stattlichen Villa hinweisen. Eine weitere Ausgrabung erfolgte im Jahr 1703, bei der man drei Sarkophage mit Knochen und römischen Münzen, Gürtelschnallen und eine Degenklinge fand.
Der obere Teil der Säule war schon vor dem 17. Jahrhundert abgebrochen. Im Jahr 1825 begann man mit der Restaurierung der Säule. Sie wurde um drei Meter verlängert und es wurde ein neues Kapitell aufgesetzt. Vermutlich war auch die Säule von Cussy-la-Colonne mit einer Reiterstatue des römischen Gottes Jupiter bekrönt, der einen Gigant mit Beinen in Form von Schlangenkörpern besiegt. Bei den Ausgrabungen in der Nähe der Säule wurde ein Kopf gefunden, der von dieser Reiterstatue stammen könnte. Das ursprüngliche Kapitell der Säule ist neben der Säule aufgestellt.

## Beschreibung
Die Säule hat eine Höhe von 11,60 Meter. Auf zwei großen rechteckigen Platten steht ein achteckiger Sockel ohne Verzierung, der oben von einem Gesims gerahmt wird. Auf diesem Sockel liegt ein zweiter, ebenfalls achteckiger Sockel, in den Nischen eingeschnitten sind, die mit den Reliefs von römischen Gottheiten verziert sind.
Diese Gottheiten werden als Juno, die mit ihren Attributen, dem Zepter und dem Pfau, dargestellt ist, als Minerva, die durch ihre Eule zu erkennen ist, als Jupiter, ebenfalls mit Zepter dargestellt, als Apollo oder Ganymed, mit phrygischer Mütze, als Diana, von einem Hund begleitet, als Herkules und Prometheus sowie als Nymphe, die Wasser ausgießt, interpretiert. Nach einer anderen Interpretation sind die dargestellten Gottheiten Juno, Jupiter, Apollo, Venus, Diana, Merkur, Saturn und Mars oder Bacchus.
Es folgen ein weiteres Gesims, die Säulenbasis und der aus vier Trommeln bestehende Schaft. Der obere Teil der Säule und das Kapitell sind erneuert.

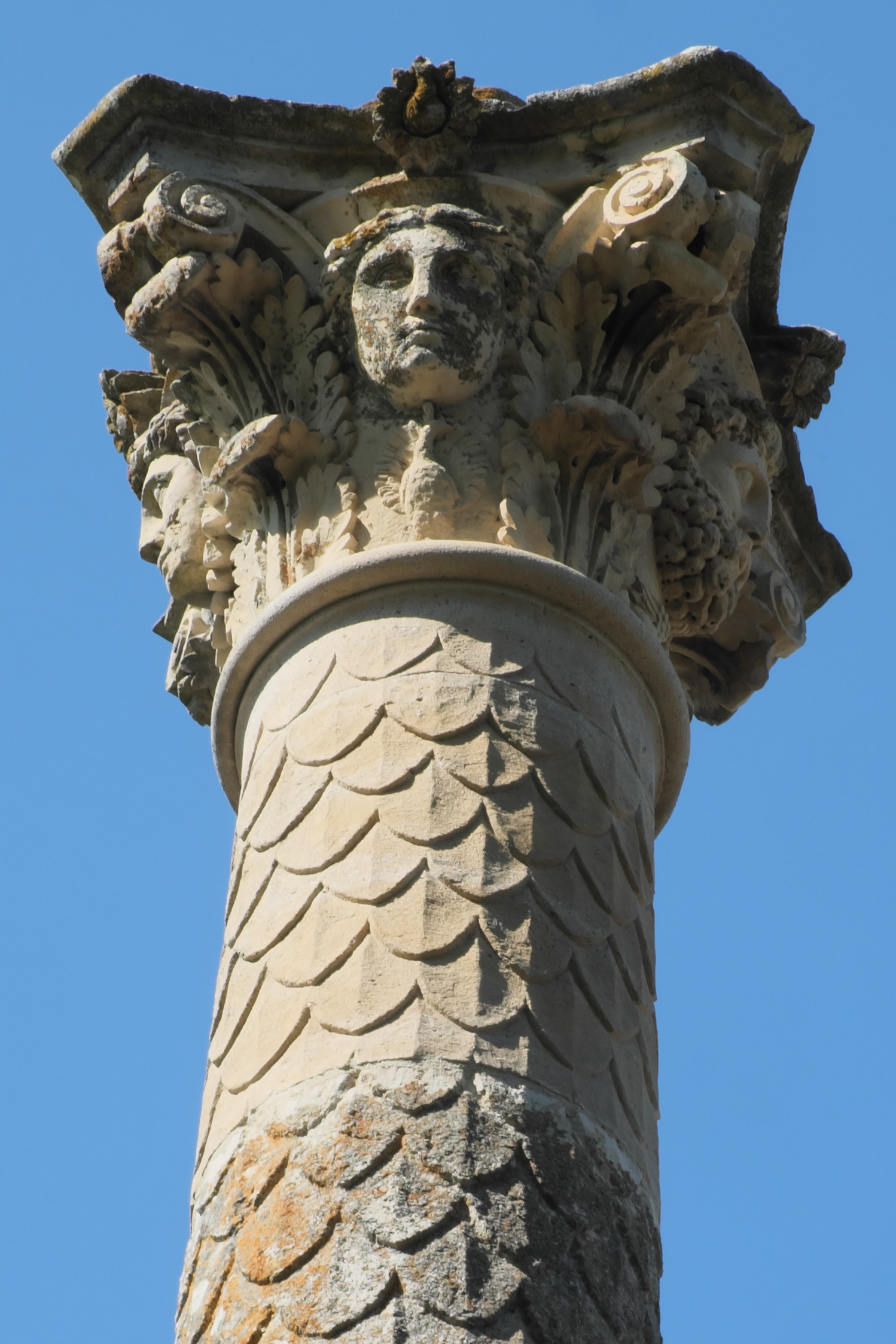
Kapitell
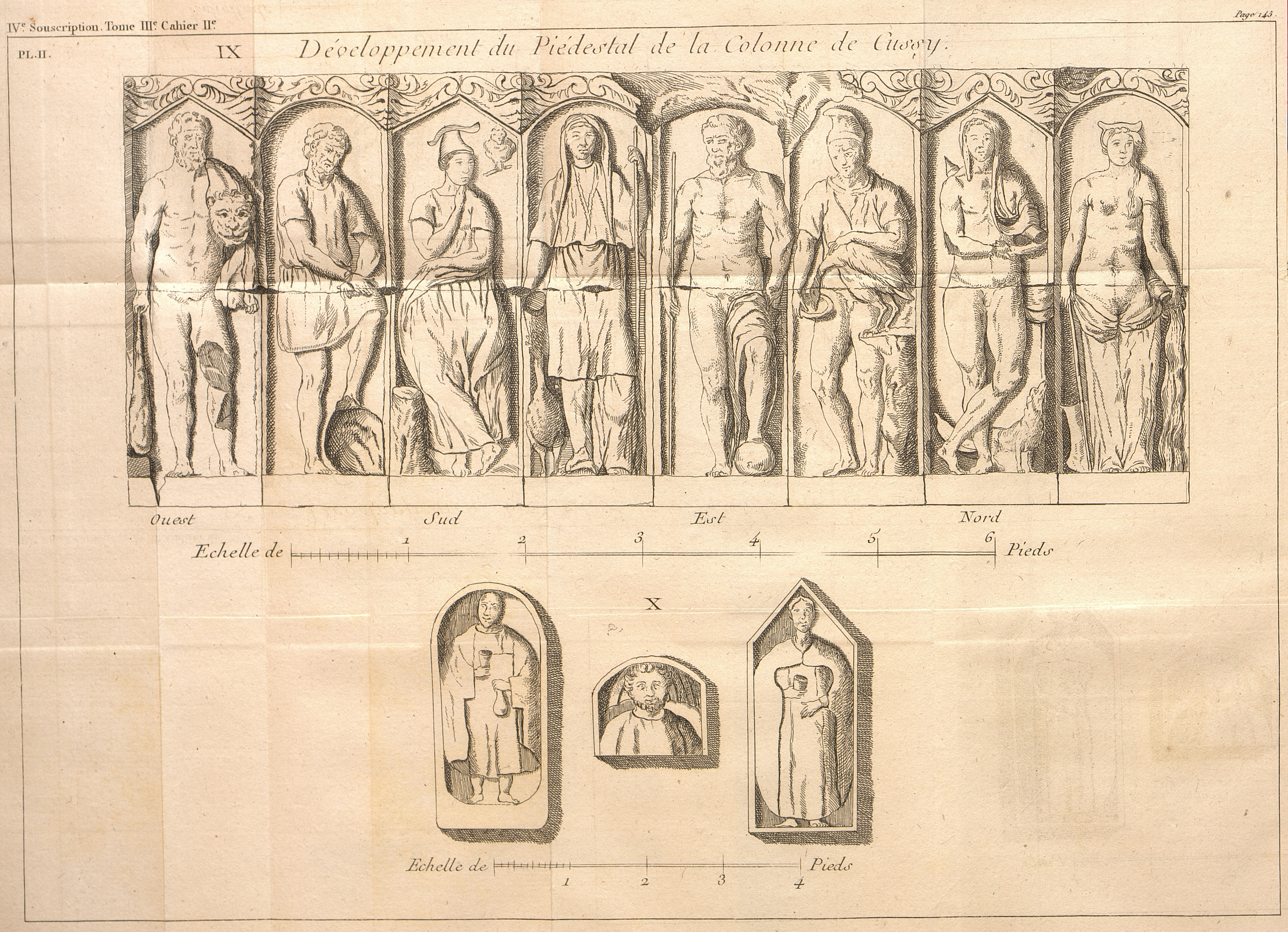
Abrollung der Sockelreliefs

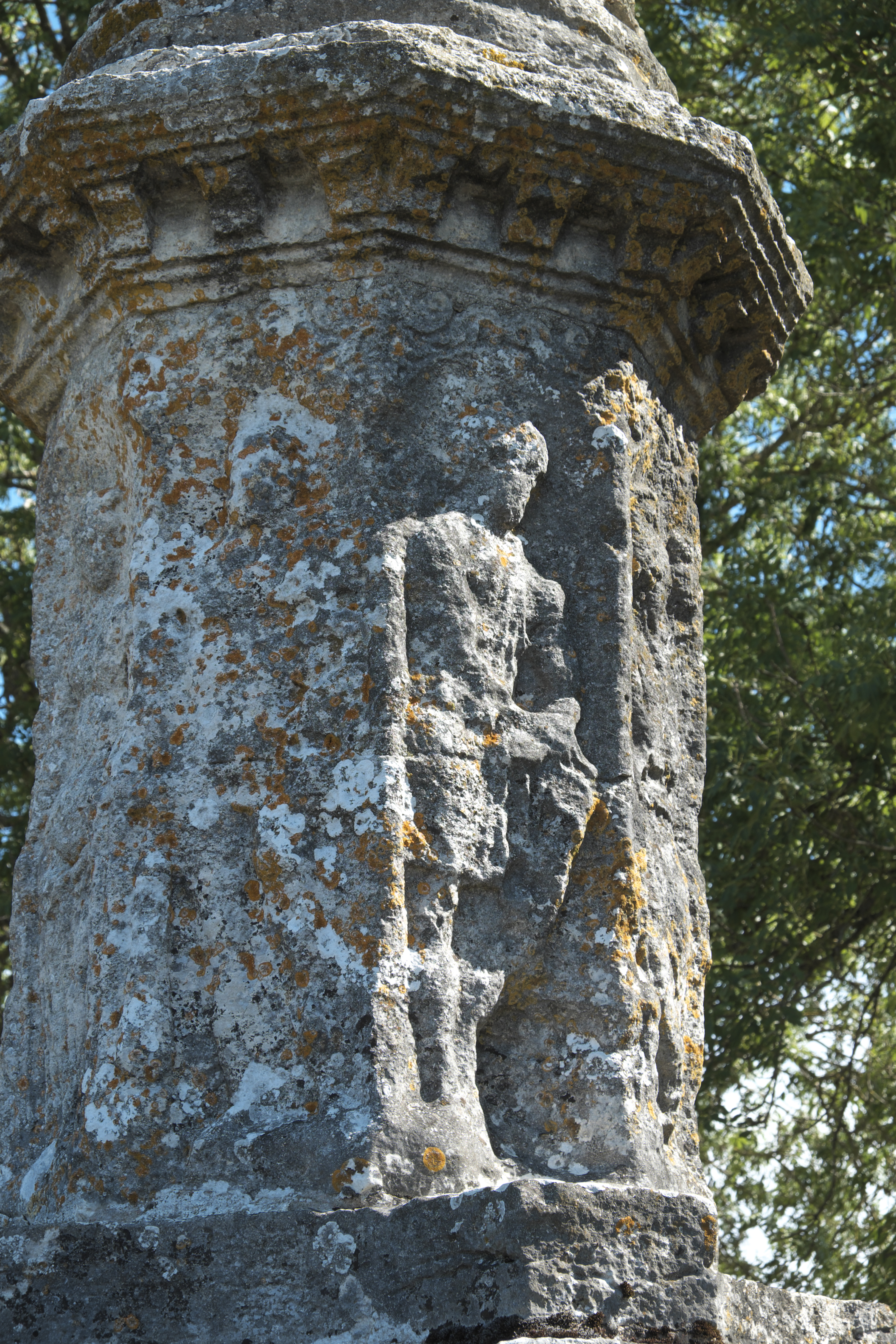
Sockel mit Gottheit
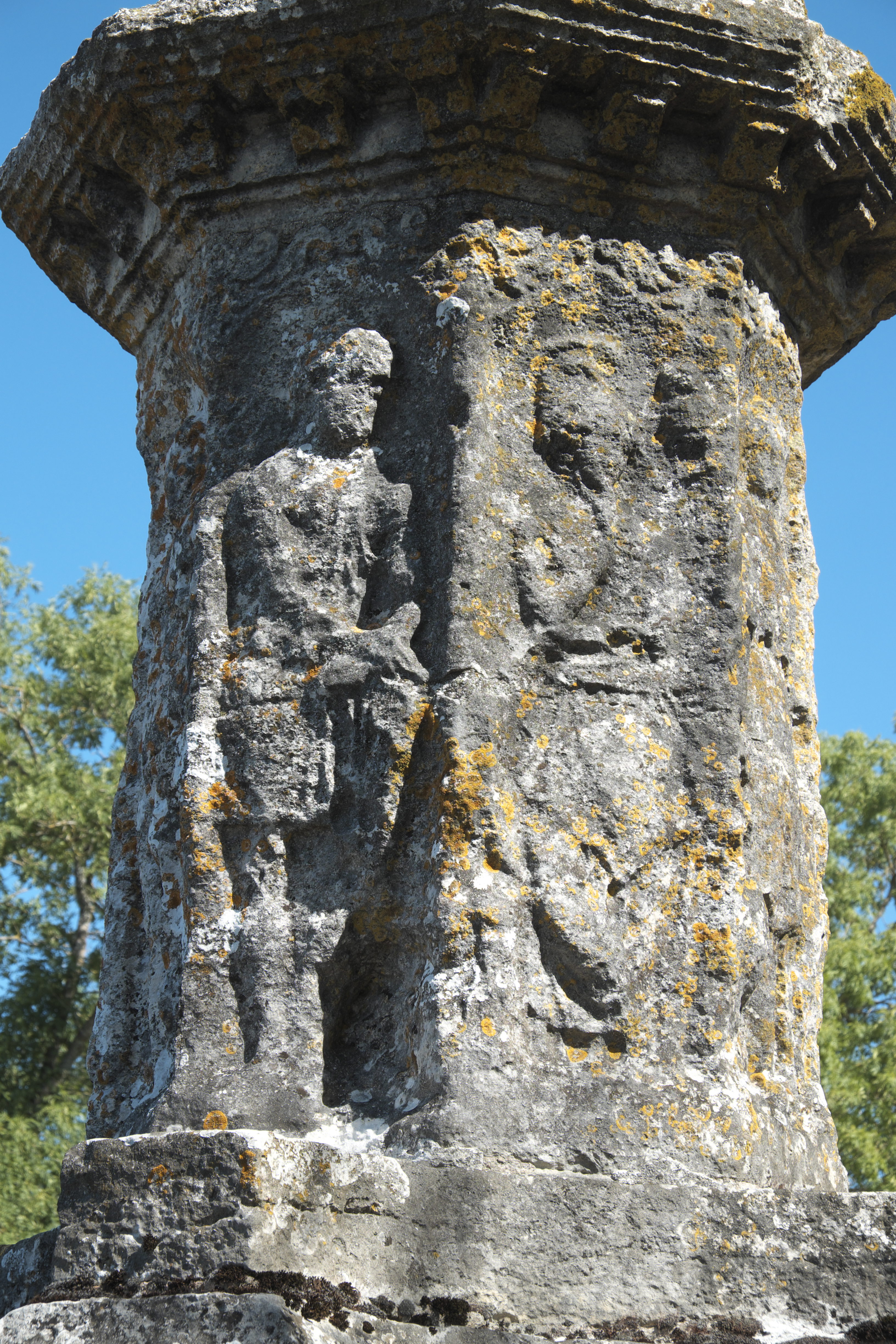
Sockel mit Gottheit
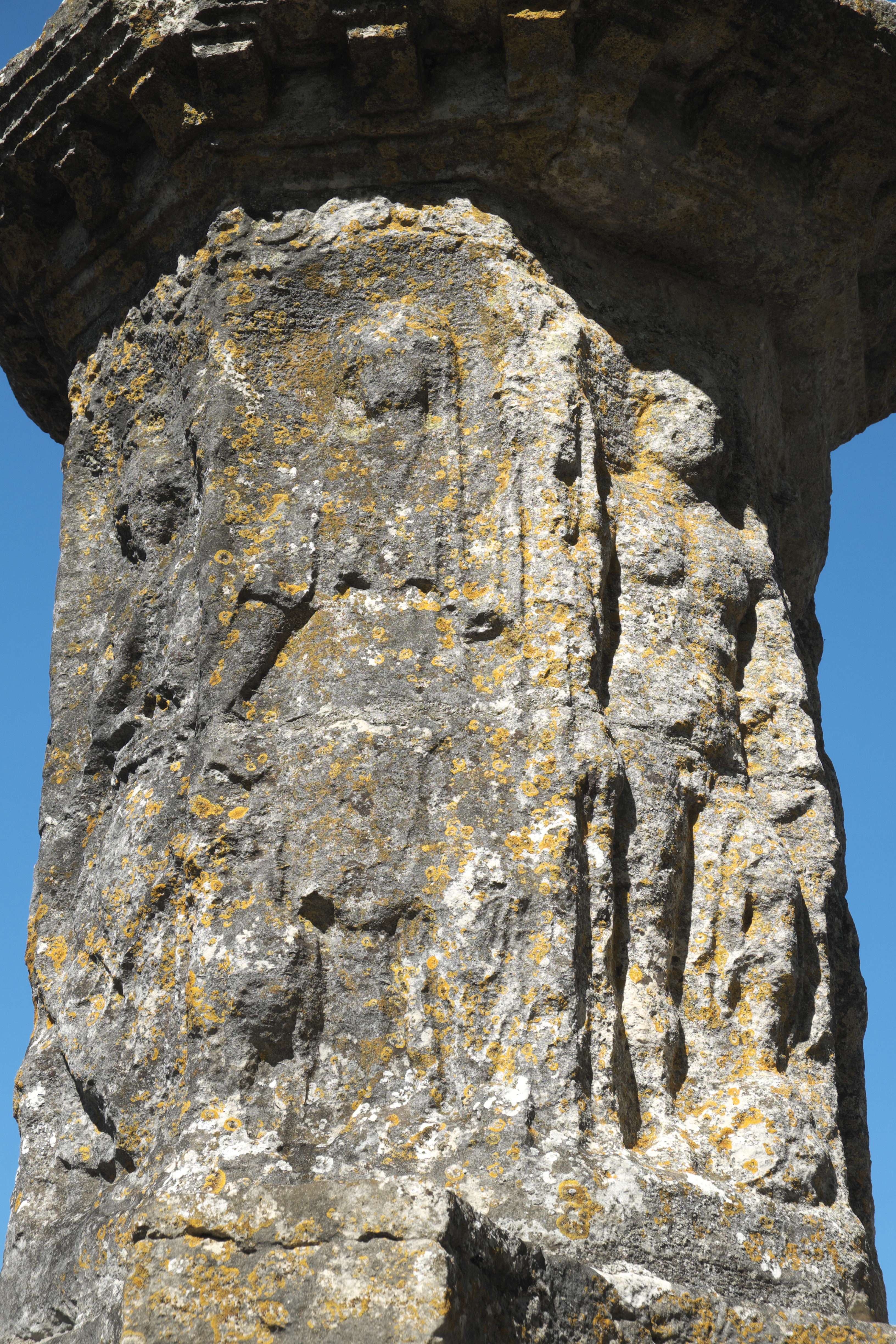
Sockel mit Gottheit
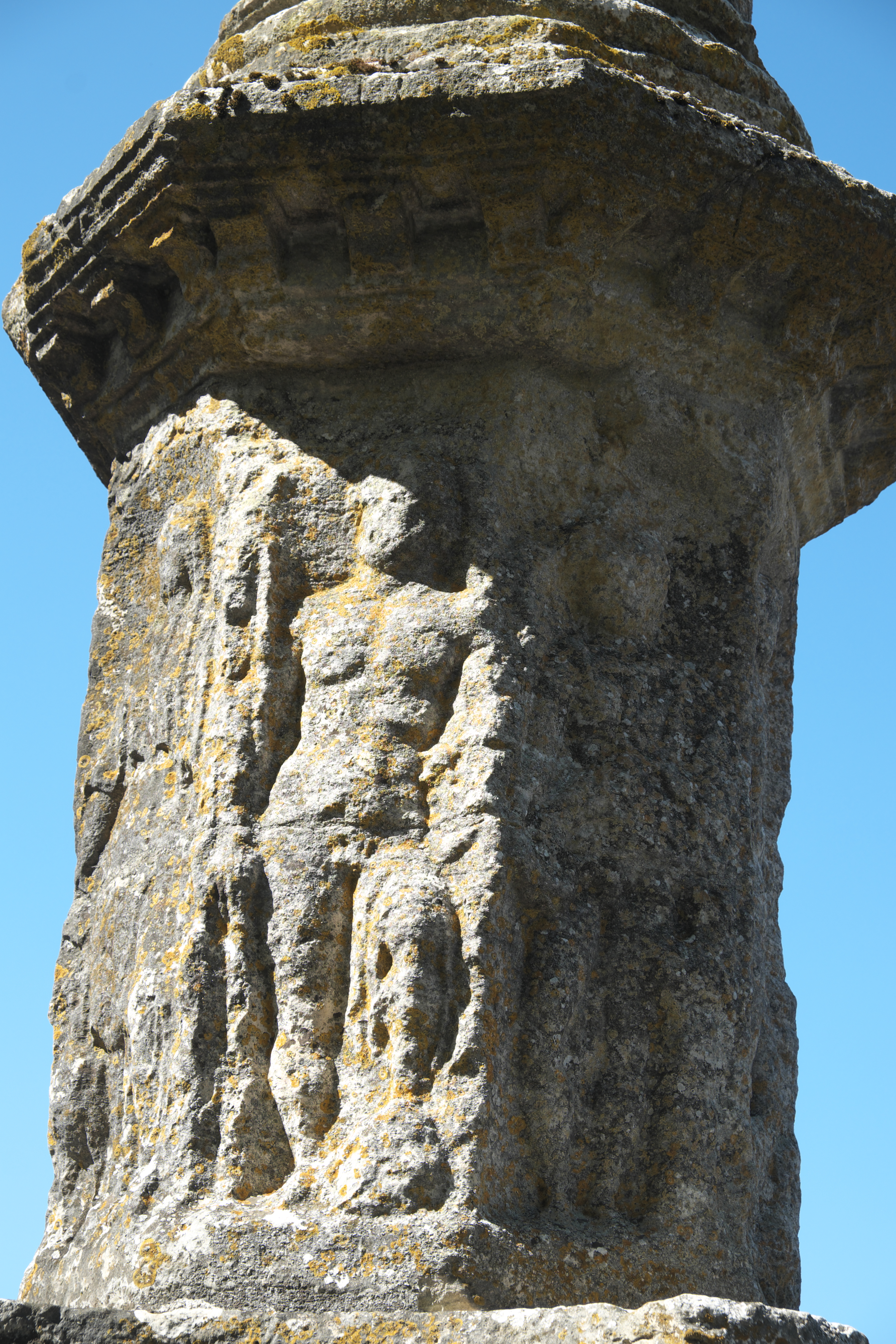
Sockel mit Gottheit